# Amblyopone glauerti
Amblyopone glauerti är en myrart som först beskrevs av Clark 1928.  Amblyopone glauerti ingår i släktet Amblyopone och familjen myror. Inga underarter finns listade i Catalogue of Life.

## Bildgalleri

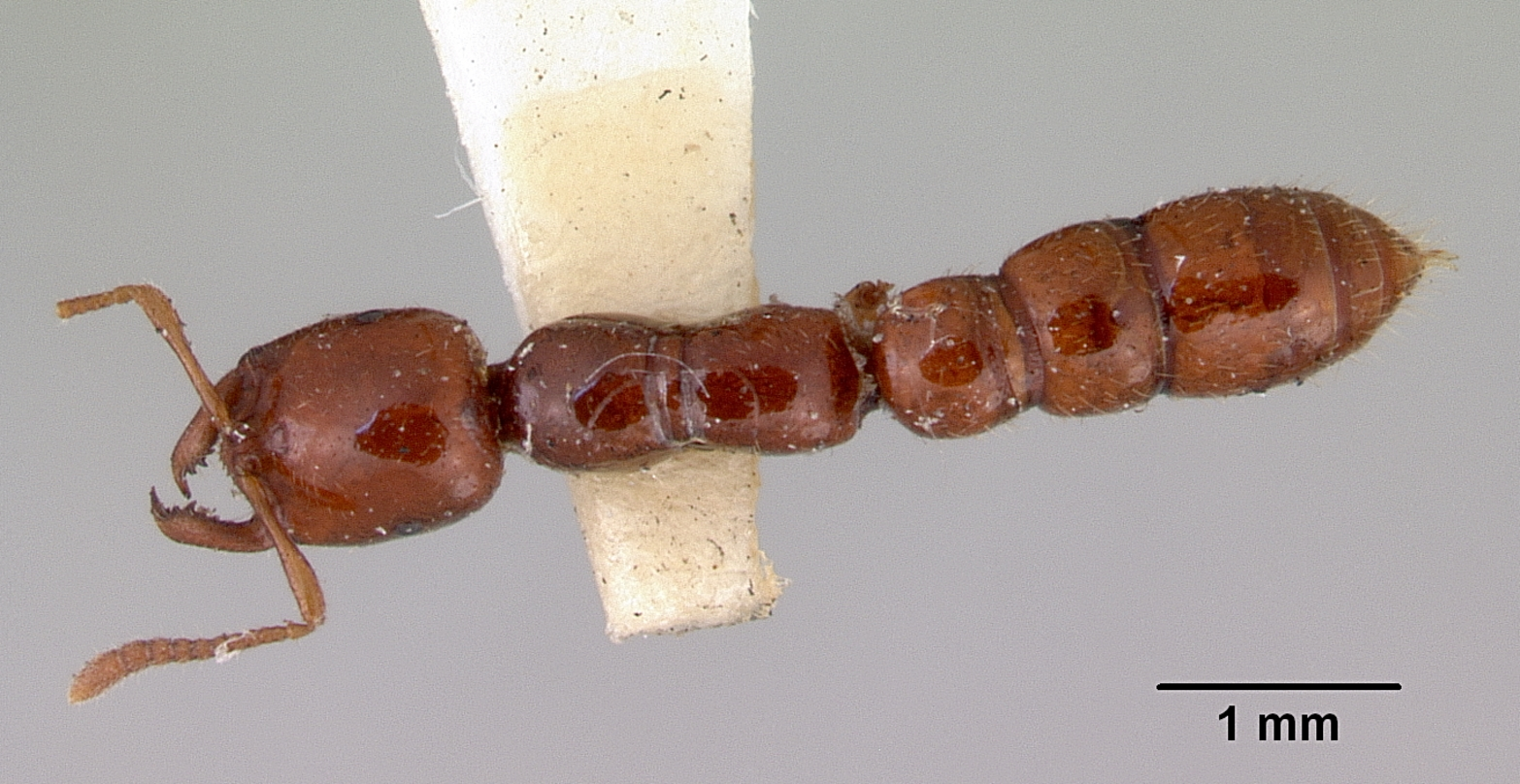
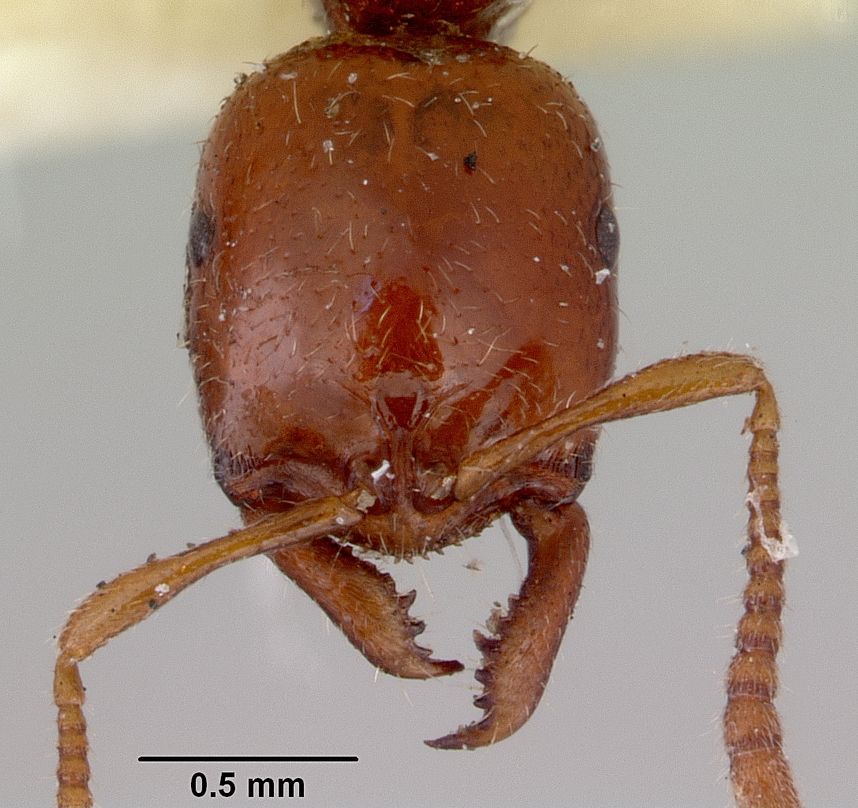
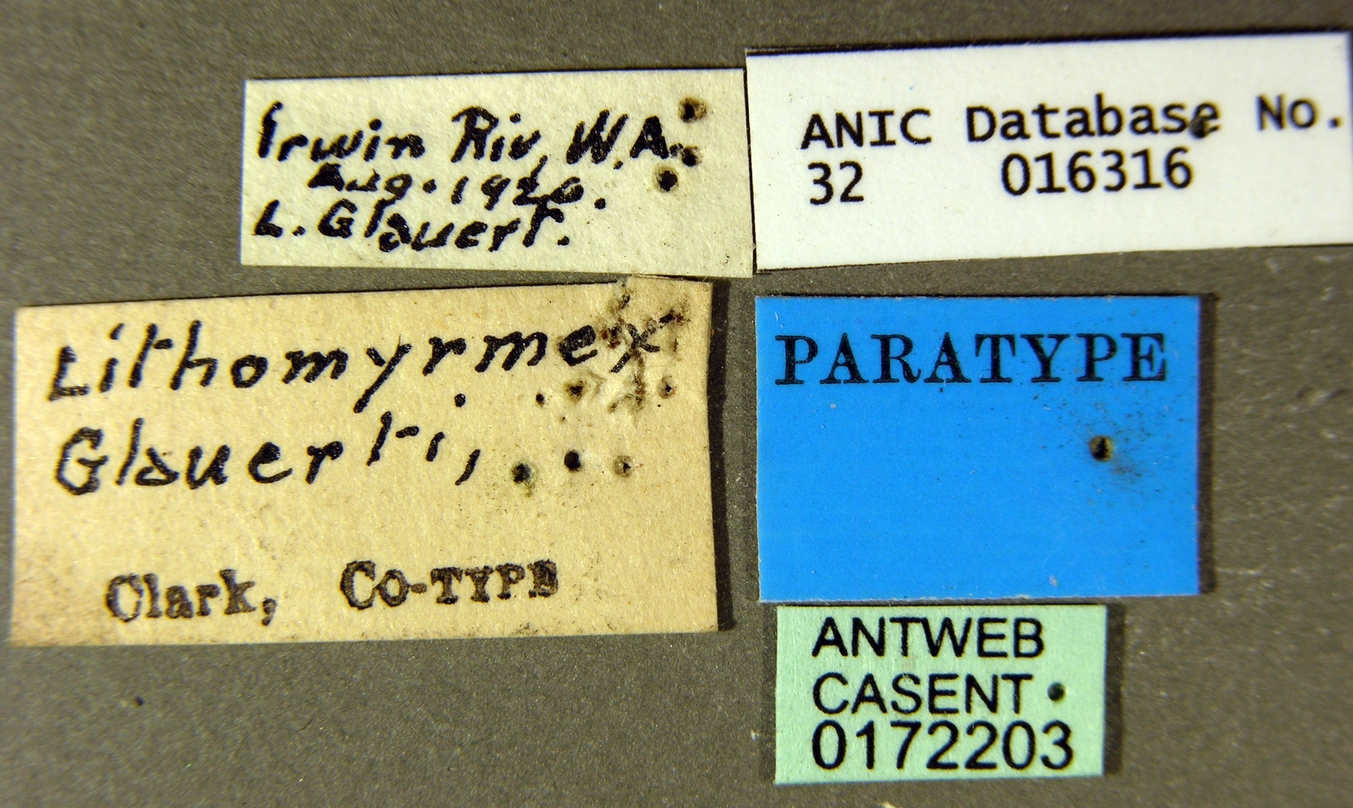
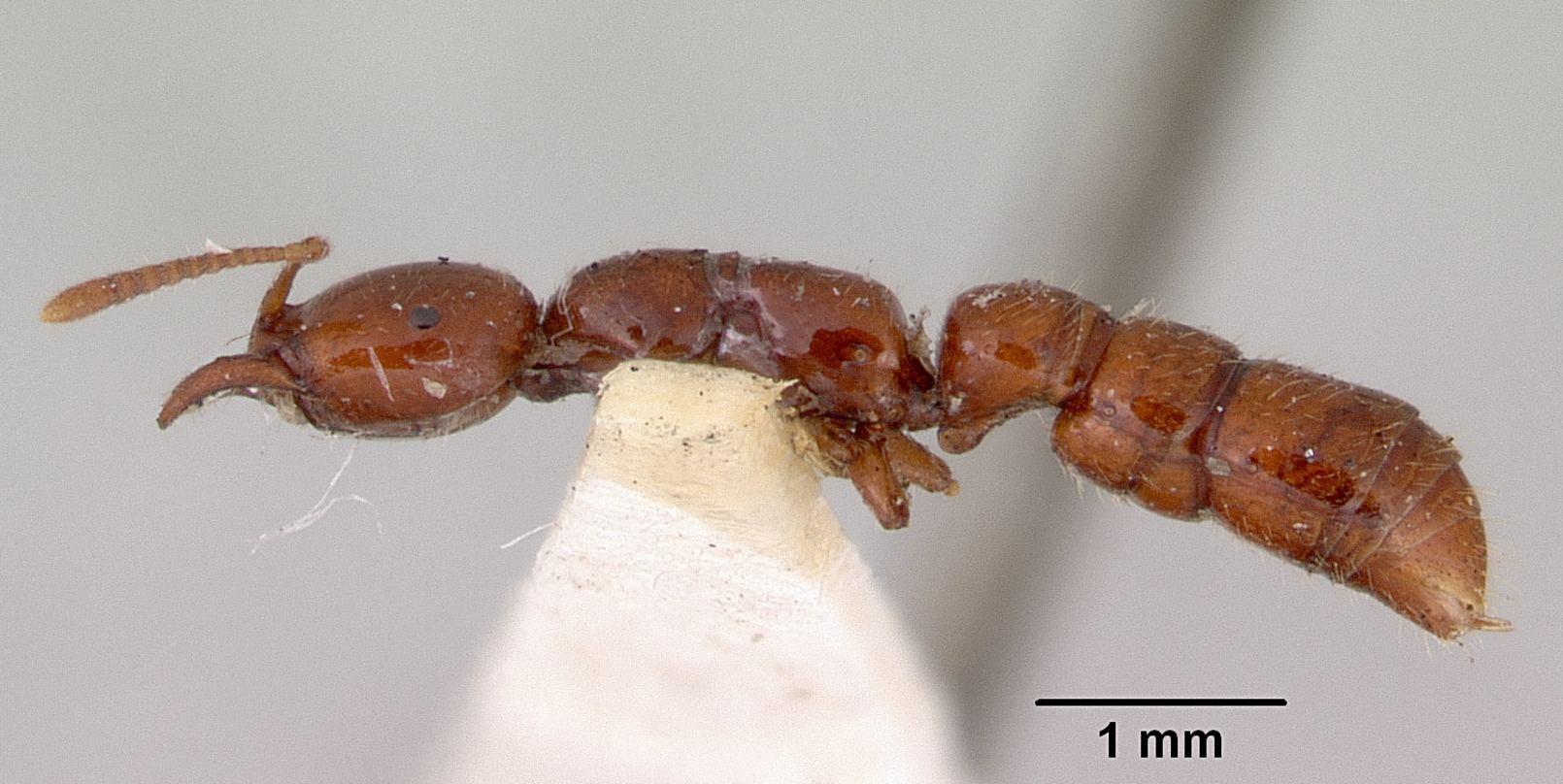
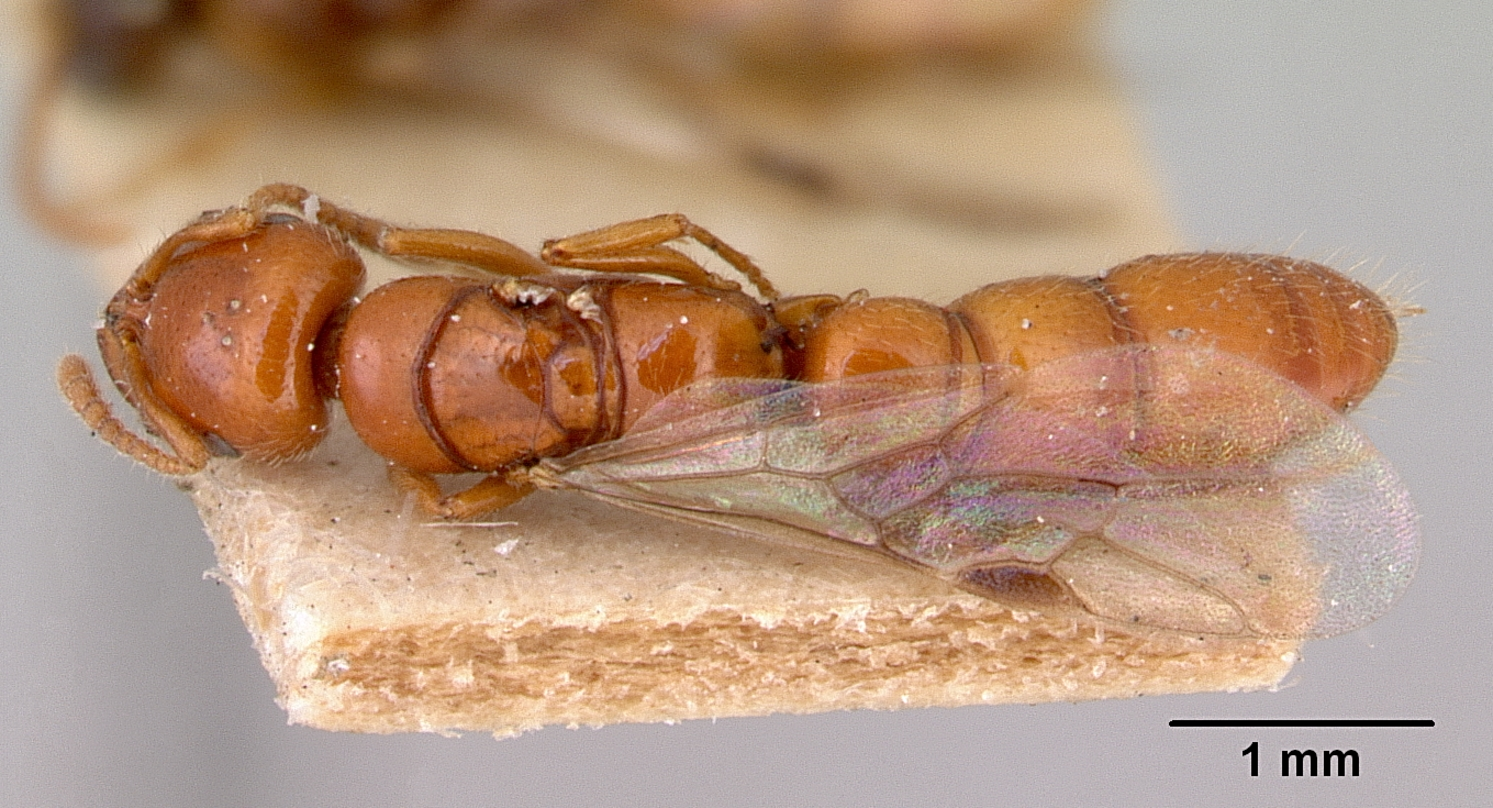
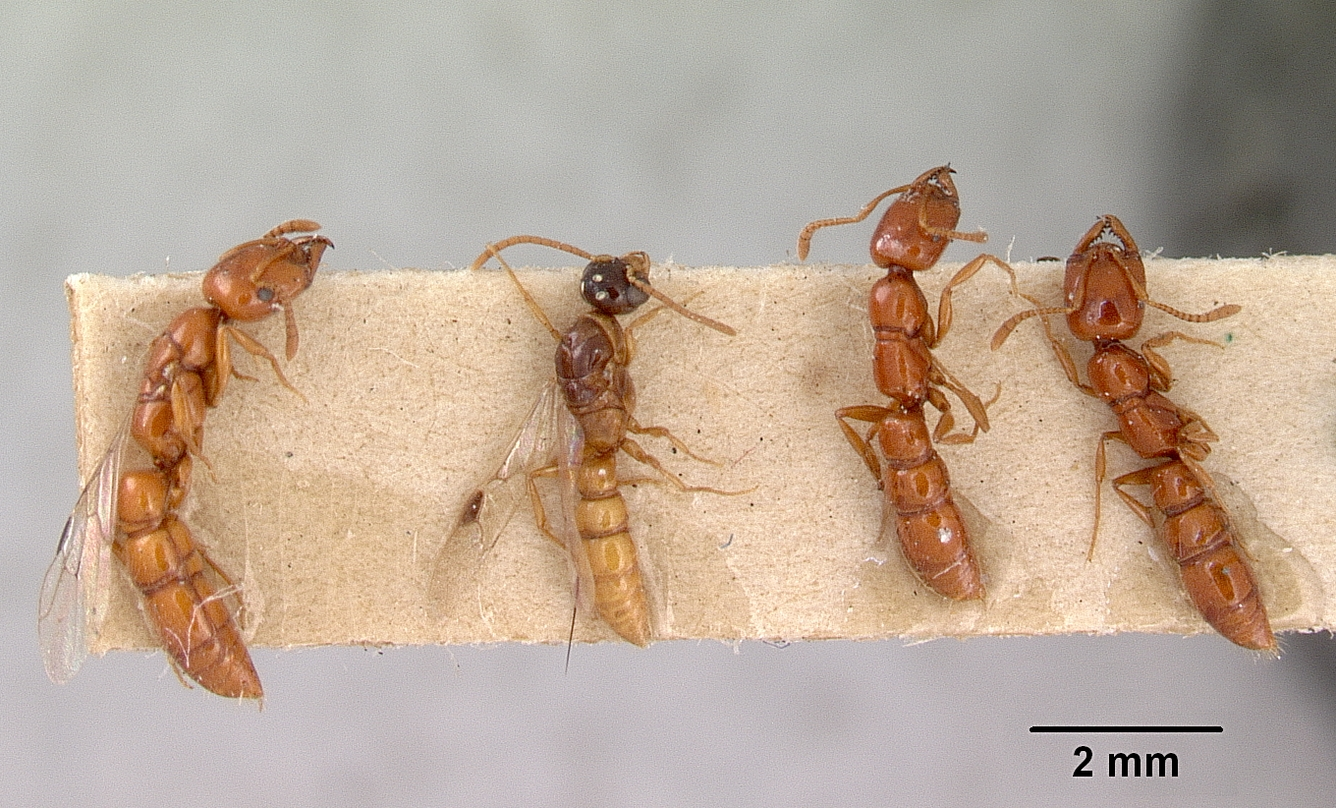